# Chápline
Chápline (en ucraniano: Чаплине, romanizado: Chaplyne) es un pueblo ucraniano perteneciente al óblast de Dnipropetrovsk. Situado en el este del país, es parte del raión de Sinélnikove y del municipio (hromada) de Duboviki.

## Toponimia
El nombre del asentamiento en ruso también es Cháplino (en ruso: Чаплино). 

## Geografía
Chápline se encuentra a orillas del pequeño río Chaplina, a 21 km de Vasilkivka y a 120 km de Dnipró. 

### Clima
| Parámetros climáticos promedio de Chapline (1981-2010) | Parámetros climáticos promedio de Chapline (1981-2010) | Parámetros climáticos promedio de Chapline (1981-2010) | Parámetros climáticos promedio de Chapline (1981-2010) | Parámetros climáticos promedio de Chapline (1981-2010) | Parámetros climáticos promedio de Chapline (1981-2010) | Parámetros climáticos promedio de Chapline (1981-2010) | Parámetros climáticos promedio de Chapline (1981-2010) | Parámetros climáticos promedio de Chapline (1981-2010) | Parámetros climáticos promedio de Chapline (1981-2010) | Parámetros climáticos promedio de Chapline (1981-2010) | Parámetros climáticos promedio de Chapline (1981-2010) | Parámetros climáticos promedio de Chapline (1981-2010) | Parámetros climáticos promedio de Chapline (1981-2010) |
| Mes                                                    | Ene.                                                   | Feb.                                                   | Mar.                                                   | Abr.                                                   | May.                                                   | Jun.                                                   | Jul.                                                   | Ago.                                                   | Sep.                                                   | Oct.                                                   | Nov.                                                   | Dic.                                                   | Anual                                                  |
| ------------------------------------------------------ | ------------------------------------------------------ | ------------------------------------------------------ | ------------------------------------------------------ | ------------------------------------------------------ | ------------------------------------------------------ | ------------------------------------------------------ | ------------------------------------------------------ | ------------------------------------------------------ | ------------------------------------------------------ | ------------------------------------------------------ | ------------------------------------------------------ | ------------------------------------------------------ | ------------------------------------------------------ |
| Temp. máx. media (°C)                                  | -1.1                                                   | -0.3                                                   | 5.8                                                    | 15.1                                                   | 21.6                                                   | 25.4                                                   | 27.7                                                   | 27.2                                                   | 21.2                                                   | 13.5                                                   | 5.1                                                    | 0.2                                                    | 13.5                                                   |
| Temp. media (°C)                                       | -3.9                                                   | -3.7                                                   | 1.5                                                    | 9.5                                                    | 15.7                                                   | 19.5                                                   | 21.6                                                   | 20.9                                                   | 15.2                                                   | 8.6                                                    | 1.8                                                    | -2.5                                                   | 8.7                                                    |
| Temp. mín. media (°C)                                  | -6.5                                                   | -6.6                                                   | -1.9                                                   | 4.7                                                    | 10.1                                                   | 14.3                                                   | 16.1                                                   | 15.0                                                   | 10.2                                                   | 4.7                                                    | -0.9                                                   | -5.0                                                   | 4.5                                                    |
| Precipitación total (mm)                               | 46.1                                                   | 37.5                                                   | 45.2                                                   | 44.7                                                   | 51.1                                                   | 80.3                                                   | 54.9                                                   | 43.7                                                   | 46.6                                                   | 38.4                                                   | 48.5                                                   | 49.7                                                   | 586.7                                                  |
| Días de precipitaciones (≥ 1.0 mm)                     | 9.9                                                    | 7.3                                                    | 8.4                                                    | 7.4                                                    | 7.7                                                    | 8.9                                                    | 6.2                                                    | 4.6                                                    | 6.1                                                    | 5.4                                                    | 7.4                                                    | 8.5                                                    | 87.8                                                   |
| Humedad relativa (%)                                   | 87.8                                                   | 84.6                                                   | 79.5                                                   | 68.5                                                   | 65.0                                                   | 68.4                                                   | 66.9                                                   | 64.4                                                   | 70.6                                                   | 78.4                                                   | 87.1                                                   | 88.6                                                   | 75.8                                                   |
| Fuente: World Meteorological Organization              |                                                        |                                                        |                                                        |                                                        |                                                        |                                                        |                                                        |                                                        |                                                        |                                                        |                                                        |                                                        |                                                        |

## Historia
Chápline fue fundada a finales del siglo XIX durante la construcción del ferrocarril que conectaba las cuencas de carbón de Donetsk y de mineral de hierro de Krivói Rog, parte del uyezd Oleksandrivsk de la gobernación de Yekaterinoslav. Después de la puesta en funcionamiento del ramal ferroviario Chápline-Berdiansk en 1898, la estación se convirtió en un centro ferroviario. En 1896, una empresa belga inició la construcción de la planta Keramika, que aceleró el desarrollo del pueblo y de la estación. En 1909, 26.000 vagones de pan y otros productos pasaron por la estación de Chápline. En 1913 se inauguró la primera institución educativa, la escuela de ferrocarriles. 
Con el colapso del Imperio ruso, Chápline pasó a formar parte de la República Popular de Ucrania. En enero de 1919, durante la guerra soviético-ucraniana, el pueblo fue capturado por el Ejército Rojo, el 15 de junio por el Ejército Blanco y el 30 de diciembre, los rusos blancos fueron reemplazados por los rusos rojos. Desde entonces, el pueblo estuvo bajo control de la Unión Soviética. Durante el Holodomor (1932-1933), murieron al menos 16 habitantes del pueblo. En 1938, Chápline recibió el estatus de asentamiento de tipo urbano. 
Durante la Segunda Guerra Mundial, Chápline fue ocupada por tropas alemanas el 4 de octubre de 1941; siendo recuperada por las tropas soviéticas el 10 de septiembre de 1943. El pueblo y la estación de tren sufrieron graves daños. A principios de 1944 se restableció la circulación de trenes en la estación, se repararon el depósito y los talleres. 
En los años de la posguerra, Chápline continuó desarrollándose como un nudo ferroviario:se puso en funcionamiento una subestación de tracción en 1958 y, en 1959, un taller para la producción de bloques de cemento. En la década de 1960, en el pueblo existían empresas como un taller experimental de nailon, Silenergo, una organización para la electrificación de pueblos y granjas colectivas.
Hasta el 18 de julio de 2020, Chápline perteneció al raión de Vasilkivka. El raión fue abolida en julio de 2020 como parte de la reforma administrativa de Ucrania, que redujo el número de raiones del óblast de Dnipropetrovsk a siete. El área del raión de Vasilkivka se incluyó en el raión de Sinélnikove.
Tras la invasión rusa de Ucrania, los rusos atacaron un campo de entrenamiento militar en el óblast de Dnipropetrovsk con tres misiles Iskander el 27 de mayo de 2022. Unas 10 personas murieron como resultado del bombardeo, dos de ellos son residentes de Chápline.El 24 de agosto de 2022, día de la independencia de Ucrania, la estación de tren de Chápline fue atacada por el ejército ruso, lo que provocó al menos 25 muertos y más de 50 heridos. Como resultado de este ataque, dos casas particulares quedaron completamente destruidas y otras 30 resultaron dañadas.En 2023, Chápline perdió el estatus de asentamiento de tipo urbano debido a la eliminación de este estatus administrativo.

## Demografía
La evolución de la población de Chápline entre 1923 y 2022 fue la siguiente:
| 1522                                                          | 1967 | 8713 | 7162 | 6140 | 4927 | 4126 | 3928 | 3935 | 3630 |
| (Fuente: Cities & Towns of Ukraine y UKRAINE: Größere Städte) |      |      |      |      |      |      |      |      |      |

Según el censo de 2001, la lengua materna de la mayoría de los habitantes, el 90,55%, es el ucraniano; del 6,71%, el ruso; y el rumano, del 1,58%.

## Infraestructura

### Transporte
En el asentamiento hay una estación de tren de pasajeros en la vía férrea que conecta Dnipró, a través de Sinélnikove y Vasilkivka, con Pokrovsk. Chápline también está incluida en una red relativamente densa de carreteras del este del óblast de Dnipropetrovsk, con acceso a Vasilkivka y Pokrovske por la carretera T-0406.